# Liste der Baudenkmale in Krummin
In der Liste der Baudenkmale in Krummin sind alle denkmalgeschützten Bauten der Gemeinde Krummin (Mecklenburg-Vorpommern) und ihrer Ortsteile aufgelistet. Grundlage ist die Veröffentlichung der Denkmalliste des Landkreises Ostvorpommern mit dem Stand vom 30. Dezember 1996. 

## Baudenkmale nach Ortsteilen

### Krummin
| ID | Lage                 | Bezeichnung        | Beschreibung | Bild           |
| -- | -------------------- | ------------------ | --- | -------------- |
|    | Dorfstraße (Karte)   | St.-Michael-Kirche | Ursprüngliche Pfarrkirche aus 13. Jh., wurde 1303 Zisterzienserinnenkloster, während der Reformation 1563 aufgelöst, Turm und Seitenanbauten 1656/57 angebaut, 1992/93 Totalsanierung und Innengestaltung mit altem Kruzifix und neuen Buntglasfenstern | Weitere Bilder |
|    | Dorfstraße 1 (Karte) | Gutskate           | |                |
|    | Dorfstraße 2 (Karte) | Gutskate           | |                |
|    | Dorfstraße 3 (Karte) | Gutskate           | |                |
|    |                      | ehem. Gutshofmauer | |                |

### Neeberg
| ID | Lage                  | Bezeichnung | Beschreibung | Bild |
| -- | --------------------- | ----------- | ------------ | ---- |
|    | Dorfstraße 10 (Karte) | Bauernhaus  |              |      |